# Estádio Ottmar Hitzfeld
O Ottmar Hitzfeld Stadium é um estádio de futebol localizado em Gspon, Suíça. O estádio, que tem seu nome em homenagem a Ottmar Hitzfeld, é notório por ser o de maior altitude do continente europeu (2.000 metros acima do nível do mar).
O clube de futebol FC Gspon, quando mandante das partidas, utiliza este estádio como sua casa.